# Список Героев Советского Союза (Вавилин — Васильченко)
В настоящем списке представлены в алфавитном порядке все Герои Советского Союза, чьи фамилии начинаются с буквы «В» (всего 488 человек, из них шесть удостоены звания дважды). Список содержит даты Указов Президиума Верховного Совета СССР о присвоении звания, информацию о роде войск, должности и воинском звании Героев на дату представления к присвоению звания Героя Советского Союза, годах их жизни.
Ударения в фамилиях Героев приведены по книге «Герои Советского Союза: Краткий биографический словарь / Пред. ред. коллегии И. Н. Шкадов. — М.: Воениздат, 1987. — Т. 1 /Абаев — Любичев/. — 911 с. — 100 000 экз. — ISBN отс., Рег. № в РКП 87-95382.».
- Персиковым цветом  в таблице выделены Герои, удостоенные звания дважды и более раз.
- Серым цветом  в таблице выделены Герои, представленные к званию посмертно.

| Навигационная таблица | Навигационная таблица                   |
| --------------------- | --------------------------------------- |
| «В»                   | Вавилин Алексей — Васильченко Александр |
| «В»                   | Васильченко Алексей — Виноградов Андрей |
| «В»                   | Виноградов Вячеслав — Волков Николай    |
| «В»                   | Волков Павел — Вяткин Зосим             |

| № п/п | Фамилия Имя Отчество                                                                                       | Дата Указа            | Род войск    | Должность | Звание                                 | Годы жизни                                   | БС ГС НЛ                        |
| ----- | --- | --------------------- | ------------ | --- | -------------------------------------- | -------------------------------------------- | ------------------------------- |
| 1     | Вави́лин Алексей Сергеевич                                                                                  | 16.10.1943            | пехота       | командир роты 1087-го стрелкового полка 322-й стрелковой дивизии 13-й армии Центрального фронта | лейтенант                              | 26.02.1923 — 28.08.1943                      | [ БС 1 ] [ ГС 1 ] [ НЛ 1 ]      |
| 2     | Вави́лов Анатолий Георгиевич                                                                                | 09.02.1944            | артиллерия   | наводчик орудия 1334-го зенитного артиллерийского полка 21-й зенитной артиллерийской дивизии 47-й армии Воронежского фронта                                                                                                  | младший сержант                        | 01.04.1924 — 10.03.1999                      | [ БС 1 ] [ ГС 2 ] [ НЛ 2 ]      |
| 3     | Вави́лов Сергей Васильевич                                                                                  | 22.02.1943            | комиссар     | военный комиссар артиллерийской батареи 606-го стрелкового полка 317-й стрелковой дивизии 56-й отдельной армии | младший политрук                       | 20.08.1914 — 18.11.1941                      | [ БС 1 ] [ ГС 3 ] [ НЛ 3 ]      |
| 4     | Вага́нов Александр Васильевич                                                                               | 31.05.1945            | танкист      | командир танковой роты 68-го гвардейского танкового полка 20-й гвардейской механизированной бригады 8-го гвардейского механизированного корпуса 1-й гвардейской танковой армии 1-го Белорусского фронта                      | гвардии капитан                        | 08.12.1914 — 20.05.1974                      | [ БС 1 ] [ ГС 4 ] [ НЛ 4 ]      |
| 5     | Вага́нов Александр Дмитриевич                                                                               | 17.10.1943            | пехота       | командир пулемётного расчёта 383-го стрелкового полка 121-й стрелковой дивизии 60-й армии Центрального фронта | старший сержант                        | 11.05.1924 — декабрь 1943 (пропал без вести) | [ БС 1 ] [ ГС 5 ] [ НЛ 5 ]      |
| 6     | Вага́нов Иван Семёнович                                                                                     | 31.05.1945            | танкист      | командир 69-й механизированной бригады 9-го механизированного корпуса 3-й гвардейской танковой армии 1-го Украинского фронта                                                                                                 | полковник                              | 12.10.1894 — 16.12.1977                      | [ БС 2 ] [ ГС 6 ] [ НЛ 6 ]      |
| 7     | Ва́гин Виктор Андрианович                                                                                   | 24.03.1945            | танкист      | командир орудия танка ИС-2 26-го отдельного гвардейского тяжёлого танкового полка 21-й армии Ленинградского фронта | гвардии старшина                       | 1923 — 21.06.1944                            | [ БС 3 ] [ ГС 7 ] [ НЛ 7 ]      |
| 8     | Ва́гин Леонид Иванович                                                                                      | 06.04.1945            | генерал      | командир 79-й гвардейской стрелковой дивизии 28-го гвардейского стрелкового корпуса 8-й гвардейской армии 1-го Белорусского фронта                                                                                           | гвардии генерал-майор                  | 18.02.1905 — 04.04.1976                      | [ БС 3 ] [ ГС 8 ] [ НЛ 8 ]      |
| 9     | Ва́гин Сергей Тимофеевич                                                                                    | 15.05.1946            | авиация      | старший лётчик 175-го гвардейского штурмового авиационного полка 11-й гвардейской штурмовой авиационной дивизии 16-й воздушной армии 1-го Белорусского фронта                                                                | гвардии младший лейтенант              | 06.10.1923 — 23.07.2015                      | [ БС 3 ] [ ГС 9 ] [ НЛ 9 ]      |
| 10    | Вагу́рин Александр Андреевич                                                                                | 17.10.1943            | артиллерия   | командир 128-го армейского миномётного полка 60-й армии Воронежского фронта | майор                                  | 1910 — 08.05.1947                            | [ БС 3 ] [ ГС 10 ] [ НЛ 10 ]    |
| 11    | Важе́нин Виктор Михайлович                                                                                  | 24.03.1945            | пехота       | командир 216-го гвардейского стрелкового полка 79-й гвардейской стрелковой дивизии 8-й гвардейской армии 1-го Белорусского фронта                                                                                            | гвардии подполковник                   | 15.09.1906 — 15.09.1974                      | [ БС 3 ] [ ГС 11 ] [ НЛ 11 ]    |
| 12    | Важе́нин Михаил Иванович                                                                                    | 10.01.1944            | десантники   | наводчик станкового пулемёта 4-го гвардейского воздушно-десантного полка 2-й гвардейской воздушно-десантной дивизии 60-й армии Воронежского фронта                                                                           | гвардии красноармеец                   | 19.09.1917 — 14.07.1981                      | [ БС 3 ] [ ГС 12 ] [ НЛ 12 ]    |
| 13    | Важе́ркин Иван Васильевич                                                                                   | 15.01.1944            | пехота       | снайпер 30-го стрелкового полка 102-й стрелковой дивизии 48-й армии Центрального фронта | сержант                                | 01.10.1918 — 27.12.1971                      | [ БС 4 ] [ ГС 13 ] [ НЛ 13 ]    |
| 14    | Важи́нский Александр Григорьевич                                                                            | 27.06.1945            | авиация      | командир эскадрильи 6-го бомбардировочного авиационного полка 219-й бомбардировочной авиационной дивизии 4-го бомбардировочного авиационного корпуса 2-й воздушной армии 1-го Украинского фронта                             | майор                                  | 27.02.1910 — 02.10.1970                      | [ БС 5 ] [ ГС 14 ] [ НЛ 14 ]    |
| 15    | Вазетди́нов Гимазетдин Вазетдинович тат. Вәҗетдинов Гыймазетдин Вәҗетдин улы                                | 21.03.1940            | пехота       | командир роты 330-го стрелкового полка 86-й мотострелковой дивизии 7-й армии Северо-Западного фронта | младший лейтенант                      | 1907 — 08.03.1940                            | ——                              |
| 16    | Вайда Степан Николаевич чеш. Vajda Stěpan                                                                  | 10.08.1945            | танкист      | командир танкового батальона 1-й отдельной чехословацкой танковой бригады 1-го чехословацкого армейского корпуса 38-й армии 4-го Украинского фронта                                                                          | капитан                                | 17.01.1922 — 06.04.1945                      | [ БС 6 ] [ ГС 16 ] [ НЛ 15 ]    |
| 17    | Ва́йнруб Евсей Григорьевич ивр. יבסיי גריגורייביץ' ויינרוב‎                                                  | 06.04.1945            | танкист      | командир 219-й танковой бригады 1-го механизированного корпуса 2-й гвардейской танковой армии 1-го Белорусского фронта | подполковник                           | 15.05.1909 — 20.03.2003                      | [ БС 5 ] [ ГС 17 ] [ НЛ 16 ]    |
| 18    | Ва́йнруб Матвей Григорьевич ивр. מטביי גריגורייביץ' ויינרוב‎                                                 | 06.04.1945            | генерал      | командующий бронетанковыми и механизированными войсками 8-й гвардейской армии 1-го Белорусского фронта | гвардии генерал-майор                  | 02.05.1910 — 14.02.1998                      | [ БС 5 ] [ ГС 18 ] [ НЛ 17 ]    |
| 19    | Вайнште́йн Борис Яковлевич ивр. בוריס יעקובלביץ' ויינשטיין‎                                                  | 15.05.1946            | комиссар     | заместитель по политической части командира батальона 206-го стрелкового полка 99-й стрелковой дивизии 46-й армии 2-го Украинского фронта                                                                                    | капитан                                | 28.05.1910 — 06.12.1944                      | [ БС 5 ] [ ГС 19 ] [ НЛ 18 ]    |
| 20    | Ва́йсер Владимир Зельманович ивр. וייסר ולדימיר‎                                                             | 25.08.1944            | танкист      | командир танка Т-34 111-й танковой бригады 25-го танкового корпуса 60-й армии 1-го Украинского фронта | младший лейтенант                      | 17.07.1921 — 20.12.1943                      | [ БС 7 ] [ ГС 20 ] [ НЛ 19 ]    |
| 21    | Вака́рин Изот Антонович                                                                                     | 04.06.1944            | пехота       | командир роты 940-го стрелкового полка 262-й стрелковой дивизии 43-й армии Калининского фронта | старший лейтенант                      | 14.09.1911 — 21.09.1945                      | [ БС 8 ] [ ГС 21 ] [ НЛ 20 ]    |
| 22    | Ва́ксман Исаак Фёдорович ивр. וקסמן יצחק פדורוביץ‎                                                           | 22.02.1944            | артиллерия   | командир батареи 45-мм пушек 1118-го стрелкового полка 333-й стрелковой дивизии 6-й армии 3-го Украинского фронта | старший лейтенант                      | 25.07.1922 — 19.12.1943                      | [ БС 8 ] [ ГС 22 ] [ НЛ 21 ]    |
| 23    | Ваку́льский Александр Васильевич бел. Вакульскі Аляксандр Васілевіч                                         | 29.06.1945            | авиация      | командир эскадрильи 949-го штурмового авиационного полка 211-й штурмовой авиационной дивизии 3-й воздушной армии 3-го Белорусского фронта                                                                                    | капитан                                | 28.08.1922 — 31.07.1990                      | [ БС 8 ] [ ГС 23 ] [ НЛ 22 ]    |
| 24    | Вале́ев Абдулла Хабиевич (Вали́ев Абдулла Хабибуллович) тат. Вәлиев Абдулла Хәбибулла улы                    | 17.10.1943            | пехота       | первый номер расчёта противотанкового ружья 1031-го стрелкового полка 280-й стрелковой дивизии 60-й армии Центрального фронта                                                                                                | красноармеец                           | 1922 — 04.01.1944                            | [ БС 9 ] [ ГС 24 ] [ НЛ 23 ]    |
| 25    | Вале́ев Агзам Зиганшевич тат. Вәлиев Әгъзам Җиһанша улы                                                     | 15.05.1946            | авиация      | командир эскадрильи 179-го истребительного авиационного полка 331-й истребительной авиационной дивизии 5-го штурмового авиационного корпуса 5-й воздушной армии 2-го Украинского фронта                                      | майор                                  | 10.04.1919 — 31.12.1986                      | [ БС 8 ] [ ГС 25 ] [ НЛ 24 ]    |
| 26    | Вале́ев Салих Шайбакович тат. Вәлиев Салих Шәйбәк улы                                                       | 23.10.1943            | пехота       | командир взвода 957-й стрелкового полка 309-й стрелковой дивизии 40-й армии Воронежского фронта | младший лейтенант                      | 22.10.1912 — 12.10.1970                      | [ БС 8 ] [ ГС 26 ] [ НЛ 25 ]    |
| 27    | Валенте́ев Степан Елисеевич (Соловых Степан Елисеевич)                                                      | 21.07.1944            | пехота       | стрелок 363-го стрелкового полка 114-й стрелковой дивизии 7-й армии Карельского фронта | ефрейтор                               | 10.12.1911 — 01.05.1978                      | [ БС 8 ] [ ГС 27 ] [ НЛ 26 ]    |
| 28    | Вале́нтик Дмитрий Данилович бел. Валенцік Дзмітрый Данілавіч                                                | 07.05.1940            | авиация      | командир 3-й скоростной бомбардировочной эскадрильи 5-го отдельного скоростного бомбардировочного авиационного полка ВВС 14-й армии                                                                                          | капитан                                | 23.02.1907 — 30.03.1969                      | [ БС 10 ] [ ГС 28 ] [ НЛ 27 ]   |
| 29    | Вали́ев Акрам Искандарович тат. Вәлиев Әкрам Искәндәр улы                                                   | 24.03.1945            | пехота       | командир отделения 341-го гвардейского стрелкового полка 119-й гвардейской стрелковой дивизии 10-й гвардейской армии 2-го Прибалтийского фронта                                                                              | гвардии старший сержант                | 17.04.1924 — 10.08.1975                      | [ БС 9 ] [ ГС 29 ] [ НЛ 28 ]    |
| 30    | Вали́ев Леонид Геонаевич (Валиев Габдельахат Габдельганеевич) тат. Вәлиев Габделәхәт Габделгани улы         | 16.05.1944            | пехота       | командир отделения 91-го гвардейского стрелкового полка 33-й гвардейской стрелковой дивизии 51-й армии 4-го Украинского фронта                                                                                               | гвардии старший сержант                | 1910 — 18.04.1944                            | [ БС 9 ] [ ГС 30 ] [ НЛ 29 ]    |
| 31    | Валу́хов Иван Семёнович                                                                                     | 19.08.1944            | авиация      | командир эскадрильи 334-го авиационного полка 1-й авиационной дивизии 7-го авиационного корпуса Авиации дальнего действия | капитан                                | 10.09.1913 — 09.05.1966                      | [ БС 9 ] [ ГС 31 ] [ НЛ 30 ]    |
| 32    | Валько́в Василий Матвеевич укр. Вальков Василь Матвєєвіч                                                    | 27.06.1945            | пехота       | командир 307-го стрелкового полка 61-й стрелковой дивизии 128-го стрелкового корпуса 28-й армии 1-го Украинского фронта | подполковник                           | 09.01.1919 — 24.04.1945                      | [ БС 9 ] [ ГС 32 ] [ НЛ 31 ]    |
| 33    | Валя́ев Николай Дмитриевич                                                                                  | 13.11.1943            | пехота       | командир взвода разведки 842-го стрелкового полка 240-й стрелковой дивизии 38-й армии Воронежского фронта | младший лейтенант                      | 25.12.1919 — 23.06.1997                      | [ БС 9 ] [ ГС 33 ] [ НЛ 32 ]    |
| 34    | Валя́нский Михаил Яковлевич                                                                                 | 15.05.1946            | пехота       | командир пулемётного взвода 932-го стрелкового полка 252-й стрелковой дивизии 46-й армии 2-го Украинского фронта | младший лейтенант                      | 25.05.1915 — 23.06.1987                      | [ БС 9 ] [ ГС 34 ] [ НЛ 33 ]    |
| 35    | Ванаху́н Манзус дунг. Ванахунди Мансузы                                                                     | 08.09.1943            | артиллерия   | командир миномётного расчёта 232-го миномётного полка 11-й миномётной бригады 12-й артиллерийской дивизии 4-го артиллерийского корпуса прорыва РГК в составе 13-й армии Центрального фронта                                  | сержант                                | 23.11.1907 — 05.07.1943                      | [ БС 9 ] [ ГС 35 ] [ НЛ 34 ]    |
| 36    | Ва́нин Иван Иванович                                                                                        | 31.05.1945            | пехота       | командир роты 986-го стрелкового полка 230-й стрелковой дивизии 5-й ударной армии 1-го Белорусского фронта | старший лейтенант                      | 09.05.1924 — 21.09.1996                      | [ БС 11 ] [ ГС 36 ] [ НЛ 35 ]   |
| 37    | Ва́нин Николай Андреевич                                                                                    | 24.03.1945            | артиллерия   | командир орудия 696-го истребительно-противотанкового артиллерийского полка 5-й армии 3-го Белорусского фронта | старший сержант                        | 21.12.1907 — 15.05.1946                      | [ БС 12 ] [ ГС 37 ] [ НЛ 36 ]   |
| 38    | Ва́нин Фёдор Варламович                                                                                     | 29.10.1943            | пехота       | командир батальона 836-го стрелкового полка 240-й стрелковой дивизии 38-й армии Воронежского фронта | капитан                                | 25.09.1922 — 27.12.1996                      | [ БС 12 ] [ ГС 38 ] [ НЛ 37 ]   |
| 39    | Ва́ничкин Владимир Васильевич                                                                               | 24.03.1945            | пехота       | командир взвода 271-го гвардейского стрелкового полка 88-й гвардейской стрелковой дивизии 8-й гвардейской армии 1-го Белорусского фронта                                                                                     | гвардии лейтенант                      | 15.08.1925 — 10.10.1964                      | [ БС 12 ] [ ГС 39 ] [ НЛ 38 ]   |
| 40    | Ва́ничкин Иван Дмитриевич                                                                                   | 13.09.1944            | артиллерия   | командир огневого взвода батареи 45-мм пушек 174-го гвардейского стрелкового полка 57-й гвардейской стрелковой дивизии 8-й гвардейской армии 3-го Украинского фронта                                                         | гвардии старший сержант                | 10.09.1912 — 23.04.2009                      | [ БС 12 ] [ ГС 40 ] [ НЛ 39 ]   |
| 41    | Вансе́цкий Павел Фёдорович                                                                                  | 20.04.1945            | морской флот | автоматчик 384-го отдельного батальона морской пехоты Одесской военно-морской базы Черноморского флота | старшина 2-й статьи                    | 1915 — 27.03.1944                            | [ БС 12 ] [ ГС 41 ] [ НЛ 40 ]   |
| 42    | Ва́нцин Пётр Андреевич                                                                                      | 10.04.1945            | пехота       | командир роты 415-го стрелкового полка 1-й стрелковой дивизии 70-й армии 2-го Белорусского фронта | лейтенант                              | 19.10.1918 — 14.11.1972                      | [ БС 12 ] [ ГС 42 ] [ НЛ 41 ]   |
| 43    | Ванця́н Вачаган Унанович арм. Վանցյան վաչագան հունանի                                                       | 24.03.1945            | пехота       | командир пулемётного расчёта 259-го стрелкового полка 179-й стрелковой дивизии 43-й армии 1-го Прибалтийского фронта | сержант                                | 14.05.1913 — 01.08.1944                      | [ БС 13 ] [ ГС 43 ] [ НЛ 42 ]   |
| 44    | Ваню́шкин Михаил Степанович                                                                                 | 29.06.1945            | танкист      | командир танкового взвода 18-го танкового полка 47-й механизированной бригады 5-й гвардейской танковой армии 2-го Белорусского фронта                                                                                        | старший лейтенант                      | 22.11.1909 — 09.02.1945                      | [ БС 14 ] [ ГС 44 ] [ НЛ 43 ]   |
| 45    | Вара́ва Борис Семёнович укр. Варава Борис Семенович                                                         | 10.04.1945            | артиллерия   | командир орудия 156-го отдельного истребительно-противотанкового дивизиона 112-й стрелковой дивизии 13-й армии 1-го Украинского фронта                                                                                       | сержант                                | 1925 — 29.01.1945                            | [ БС 14 ] [ ГС 45 ] [ НЛ 44 ]   |
| 46    | Вара́ва Григорий Андреевич укр. Варава Григорій Андрійович                                                  | 17.10.1943            | артиллерия   | командир орудия 200-го гвардейского лёгкого артиллерийского полка 3-й гвардейской лёгкой артиллерийской бригады 1-й гвардейской артиллерийской дивизии прорыва РГК в составе 60-й армии Воронежского фронта                  | гвардии старший сержант                | 24.10.1922 — 02.05.2007                      | [ БС 14 ] [ ГС 46 ] [ НЛ 45 ]   |
| 47    | Вара́кин Николай Григорьевич                                                                                | 31.05.1945            | инженер      | командир взвода 483-го отдельного сапёрного батальона 356-й стрелковой дивизии 61-й армии 1-го Белорусского фронта | старшина                               | 12.10.1912 — 28.03.1945                      | [ БС 14 ] [ ГС 47 ] [ НЛ 46 ]   |
| 48    | Варе́нников Валентин Иванович                                                                               | 03.03.1988            | генерал      | первый заместитель начальника Генерального штаба Вооружённых Сил СССР | генерал армии                          | 15.12.1923 — 06.05.2009                      | ——                              |
| 49    | Варе́па Иван Иосифович                                                                                      | 15.01.1944            | пехота       | командир пулемётного расчёта 218-го гвардейского стрелкового полка 77-й гвардейской стрелковой дивизии 61-й армии Центрального фронта                                                                                        | гвардии младший сержант                | 01.05.1910 — 15.03.1981                      | [ БС 14 ] [ ГС 49 ] [ НЛ 47 ]   |
| 50    | Варла́мов Николай Гаврилович                                                                                | 25.09.1943            | пехота       | командир отделения 239-го стрелкового полка 27-й стрелковой дивизии 26-й армии Карельского фронта | сержант                                | 06.01.1907 — 25.07.1943                      | [ БС 14 ] [ ГС 50 ] [ НЛ 48 ]   |
| 51    | Вартаня́н Геворк Андреевич (Варданян Геворк Андреевич) арм. Վարդանյան Գևորգ Անդրեյի                         | 28.05.1984            | КГБ          | разведчик Службы внешней разведки Комитета государственной безопасности СССР | полковник государственной безопасности | 17.02.1924 — 10.01.2012                      | —— ——                           |
| 52    | Вартумя́н Гарник Барсегович арм. Վարդումյան Գառնիկ Բարսեղի                                                  | 27.06.1945            | артиллерия   | командир батареи 459-го миномётного полка 25-го танкового корпуса 3-й гвардейской армии 1-го Украинского фронта | лейтенант                              | 05.01.1920 — 17.10.1992                      | [ БС 14 ] [ ГС 52 ] [ НЛ 49 ]   |
| 53    | Варфоломе́ев Карп Петрович                                                                                  | 17.10.1943            | инженер      | понтонёр 21-го отдельного понтонно-мостового батальона 60-й армии Центрального фронта | красноармеец                           | 1903 — 31.03.1971                            | [ БС 16 ] [ ГС 53 ] [ НЛ 50 ]   |
| 54    | Варчу́к Николай Изотович укр. Варчук Микола Ізотович                                                        | 28.09.1943            | авиация      | командир 737-го истребительного авиационного полка 291-й штурмовой авиационной дивизии 2-й воздушной армии Воронежского фронта                                                                                               | майор                                  | 28.08.1912 — 21.09.1943                      | [ БС 17 ] [ ГС 54 ] [ НЛ 51 ]   |
| 55    | Варю́хин Андрей Петрович                                                                                    | 24.03.1945            | пехота       | командир 47-го стрелкового полка 15-й стрелковой дивизии 65-й армии 2-го Белорусского фронта | полковник                              | 22.08.1900 — 01.11.1987                      | [ БС 17 ] [ ГС 55 ] [ НЛ 52 ]   |
| 56    | Варя́гов Николай Петрович                                                                                   | 27.06.1945            | артиллерия   | командир батареи 530-го армейского истребительно-противотанкового артиллерийского полка 28-й армии 1-го Украинского фронта                                                                                                   | старший лейтенант                      | 25.06.1924 — 09.08.1995                      | [ БС 17 ] [ ГС 56 ] [ НЛ 53 ]   |
| 57    | Ва́сев Михаил Александрович                                                                                 | 03.06.1944            | танкист      | командир взвода танков Т-34 23-й гвардейской отдельной танковой бригады 33-й армии Западного фронта | гвардии лейтенант                      | 10.05.1919 — 03.12.1999                      | [ БС 17 ] [ ГС 57 ] [ НЛ 54 ]   |
| 58    | Васёв Григорий Тимофеевич (Ва́сев Григорий Тимофеевич)                                                      | 18.08.1945            | авиация      | командир звена 165-го гвардейского штурмового авиационного полка 10-й гвардейской штурмовой авиационной дивизии 17-й воздушной армии 3-го Украинского фронта                                                                 | гвардии старший лейтенант              | 24.12.1922 — 31.12.2004                      | [ БС 17 ] [ ГС 58 ] [ НЛ 55 ]   |
| 59    | Васенёв Иван Трофимович (Васе́нев Иван Трофимович)                                                          | 10.04.1945            | артиллерия   | командир батареи 116-го корпусного артиллерийского полка 43-го стрелкового корпуса 59-й армии 1-го Украинского фронта | капитан                                | 12.02.1920 — 28.10.1962                      | [ БС 18 ] [ ГС 59 ] [ НЛ 56 ]   |
| 60    | Васенков Михаил Анатольевич                                                                                | 12.01.1990            | КГБ          | сотрудник Первого главного управления Комитета государственной безопасности СССР | полковник государственной безопасности | 09.10.1942 — 06.04.2022                      | —— ——                           |
| 61    | Васе́чко Степан Павлович укр. Васечко Степан Павлович                                                       | 24.03.1945            | пехота       | пулемётчик 95-го гвардейского стрелкового полка 31-й гвардейской стрелковой дивизии 11-й гвардейской армии 3-го Белорусского фронта                                                                                          | гвардии красноармеец                   | 23.09.1924 — 11.03.1980                      | [ БС 19 ] [ ГС 61 ] [ НЛ 57 ]   |
| 62    | Василе́вский Александр Михайлович                                                                           | 29.07.1944 08.09.1945 | маршал       | начальник Генерального штаба Красной армии, заместитель Народного комиссара обороны СССР, член Ставки Верховного Главнокомандования главнокомандующий советскими войсками на Дальнем Востоке                                 | Маршал Советского Союза                | 30.09.1895 — 05.12.1977                      | [ БС 19 ] [ ГС 62 ] [ НЛ 58 ]   |
| 63    | Василе́вский Владимир Гаврилович                                                                            | 05.11.1944            | авиация      | штурман эскадрильи 30-го разведывательного авиационного полка ВВС Черноморского флота | капитан                                | 12.08.1913 — 01.04.2000                      | [ БС 19 ] [ ГС 63 ] [ НЛ 59 ]   |
| 64    | Василе́вский Егор Васильевич бел. Васілеўскі Ягор Васілевіч                                                 | 15.05.1946            | авиация      | командир эскадрильи 151-го гвардейского истребительного авиационного полка 13-й гвардейской истребительной авиационной дивизии 5-й воздушной армии 2-го Украинского фронта                                                   | гвардии капитан                        | 01.01.1921 — 01.05.1991                      | [ БС 19 ] [ ГС 64 ] [ НЛ 60 ]   |
| 65    | Василе́вский Пётр Лукьянович укр. Василевський Петро Лук'янович                                             | 29.06.1945            | пехота       | заместитель командира батальона 269-го стрелкового полка 136-й стрелковой дивизии 70-й армии 2-го Белорусского фронта | старший лейтенант                      | 16.01.1908 — 12.01.1997                      | [ БС 19 ] [ ГС 65 ] [ НЛ 61 ]   |
| 66    | Василе́нко Гавриил Тарасович укр. Василенко Гаврило Тарасович                                               | 07.04.1940            | пехота       | командир батальона 101-го стрелкового полка 4-й стрелковой дивизии 13-й армии Северо-Западного фронта | старший лейтенант                      | 23.10.1910 — 03.06.2004                      | [ БС 19 ] [ ГС 66 ] [ НЛ 62 ]   |
| 67    | Василе́нко Иван Андреевич                                                                                   | 31.05.1945            | пехота       | командир батальона 102-го стрелкового полка 41-й стрелковой дивизии 69-й армии 1-го Белорусского фронта | капитан                                | 07.11.1918 — 16.05.2000                      | [ БС 20 ] [ ГС 67 ] [ НЛ 63 ]   |
| 68    | Василе́нко Константин Петрович                                                                              | 24.03.1945            | пехота       | командир взвода 102-го гвардейского стрелкового полка 35-й гвардейской стрелковой дивизии 8-й гвардейской армии 1-го Белорусского фронта                                                                                     | гвардии младший лейтенант              | 15.06.1923 — 02.11.2001                      | [ БС 21 ] [ ГС 68 ] [ НЛ 64 ]   |
| 69    | Василе́нко Михаил Абрамович                                                                                 | 31.05.1945            | артиллерия   | командир огневого взвода 1137-го лёгкого артиллерийского полка 169-й лёгкой артиллерийской бригады 14-й артиллерийской дивизии 6-го артиллерийского корпуса прорыва РГК в составе 5-й ударной армии 1-го Белорусского фронта | младший лейтенант                      | 15.06.1913 — 28.04.1978                      | [ БС 21 ] [ ГС 69 ] [ НЛ 65 ]   |
| 70    | Василе́нко Николай Григорьевич укр. Василенко Микола Григорович                                             | 13.09.1944            | пехота       | стрелок 936-го стрелкового полка 254-й стрелковой дивизии 52-й армии 2-го Украинского фронта | красноармеец                           | 1911 — 09.04.1944                            | [ БС 21 ] [ ГС 70 ] [ НЛ 66 ]   |
| 71    | Василе́нко Сергей Иосифович укр. Василенко Сергій Йосипович                                                 | 26.10.1944            | авиация      | заместитель командира и штурман эскадрильи 312-го штурмового авиационного полка 233-й штурмовой авиационной дивизии 4-й воздушной армии 2-го Белорусского фронта                                                             | старший лейтенант                      | 22.04.1921 — 11.04.1994                      | [ БС 21 ] [ ГС 71 ] [ НЛ 67 ]   |
| 72    | Василе́нко Фёдор Емельянович укр. Василенко Федір Омелянович                                                | 13.03.1944            | авиация      | штурман эскадрильи 10-го гвардейского авиационного полка 3-й гвардейской авиационной дивизии 3-го гвардейского авиационного корпуса Авиации дальнего действия                                                                | гвардии капитан                        | 18.09.1911 — 24.08.1983                      | [ БС 21 ] [ ГС 72 ] [ НЛ 68 ]   |
| 73    | Васили́син Сергей Дмитриевич                                                                                | 16.01.1942            | комиссар     | политрук роты 325-го стрелкового полка 14-й стрелковой дивизии 14-й армии Северного фронта | политрук                               | 28.06.1910 — 02.08.1941                      | [ БС 21 ] [ ГС 73 ] [ НЛ 69 ]   |
| 74    | Васили́шин Михаил Иванович укр. Василишин Михайло Іванович см. также Василишин, Михаил Иванович (1910—1945) | 27.06.1945            | пехота       | наводчик станкового пулемёта 175-го гвардейского стрелкового полка 58-й гвардейской стрелковой дивизии 5-й гвардейской армии 1-го Украинского фронта                                                                         | гвардии красноармеец                   | 27.03.1918 — 21.06.1994                      | [ БС 21 ] [ ГС 74 ] [ НЛ 70 ]   |
| 75    | Васили́шин Николай Яковлевич укр. Василишин Микола Якович                                                   | 10.04.1945            | инженер      | сапёр 68-го отдельного сапёрного батальона 50-й стрелковой дивизии 52-й армии 1-го Украинского фронта | ефрейтор                               | 1925 — 02.06.1945                            | [ БС 22 ] [ ГС 75 ] [ НЛ 71 ]   |
| 76    | Васи́льев Александр Макарович                                                                               | 26.01.1940            | пехота       | командир отделения 81-го стрелкового полка 163-й стрелковой дивизии 9-й армии | младший командир                       | 1915 — 26.08.1941                            | ——                              |
| 77    | Васи́льев Александр Матвеевич                                                                               | 15.05.1946            | авиация      | заместитель командира 173-го гвардейского штурмового авиационного полка 11-й гвардейской штурмовой авиационной дивизии 16-й воздушной армии 1-го Белорусского фронта                                                         | гвардии майор                          | 17.10.1909 — 30.10.1979                      | [ БС 23 ] [ ГС 77 ] [ НЛ 72 ]   |
| 78    | Васи́льев Александр Фёдорович                                                                               | 29.08.1939            | танкист      | командир танковой роты 11-й легкотанковой бригады 1-й армейской группы | старший лейтенант                      | 09.06.1911 — 02.02.1999                      | ——                              |
| 79    | Васи́льев Алексей Александрович                                                                             | 29.06.1945            | авиация      | заместитель командира эскадрильи 340-го авиационного полка 54-й авиационной дивизии 4-го гвардейского авиационного корпуса Авиации дальнего действия                                                                         | старший лейтенант                      | 18.02.1919 — 30.09.1985                      | [ БС 23 ] [ ГС 79 ] [ НЛ 73 ]   |
| 80    | Васи́льев Анатолий Николаевич                                                                               | 26.10.1944            | авиация      | командир эскадрильи 198-го штурмового авиационного полка 233-й штурмовой авиационной дивизии 4-й воздушной армии 2-го Белорусского фронта                                                                                    | капитан                                | 03.07.1919 — 13.11.1978                      | [ БС 23 ] [ ГС 80 ] [ НЛ 74 ]   |
| 81    | Васи́льев Андрей Александрович                                                                              | 10.01.1944            | пехота       | временно исполняющий должность командира взвода 269-го стрелкового полка 136-й стрелковой дивизии 38-й армии Воронежского фронта                                                                                             | старший сержант                        | 1898 — 17.01.1945                            | [ БС 23 ] [ ГС 81 ] [ НЛ 75 ]   |
| 82    | Васи́льев Борис Михайлович чув. Васильев Борис Михайлович                                                   | 20.11.1941            | комиссар     | военный комиссар отдельной эскадрильи 44-й истребительной авиационной дивизии ВВС 6-й армии Южного фронта | старший политрук                       | 20.11.1913 — 23.02.1955                      | [ БС 23 ] [ ГС 82 ] [ НЛ 76 ]   |
| 83    | Васи́льев Василий Васильевич                                                                                | 13.03.1944            | авиация      | командир эскадрильи 42-го авиационного полка 36-й авиационной дивизии 8-го авиационного корпуса Авиации дальнего действия | капитан                                | 05.04.1915 — 08.09.1943                      | [ БС 24 ] [ ГС 83 ] [ НЛ 77 ]   |
| 84    | Васи́льев Василий Иванович                                                                                  | 10.04.1945            | танкист      | командир взвода разведки роты управления 53-й гвардейской танковой бригады 6-го гвардейского танкового корпуса 3-й гвардейской танковой армии 1-го Украинского фронта                                                        | гвардии лейтенант                      | 25.03.1922 — 29.08.1980                      | [ БС 24 ] [ ГС 84 ] [ НЛ 78 ]   |
| 85    | Васи́льев Василий Семёнович                                                                                 | 24.03.1945            | артиллерия   | командир батареи 1964-го истребительно-противотанкового полка 43-й отдельной истребительно-противотанковой артиллерийской бригады 33-й армии 3-го Белорусского фронта                                                        | лейтенант                              | 1912 — 09.08.1944                            | [ БС 24 ] [ ГС 85 ] [ НЛ 79 ]   |
| 86    | Васи́льев Владимир Александрович                                                                            | 31.03.1943            | пехота       | командир отделения 130-го гвардейского стрелкового полка 44-й гвардейской стрелковой дивизии 1-й гвардейской армии Юго-Западного фронта                                                                                      | гвардии сержант                        | 1921 — 15.01.1943                            | [ БС 24 ] [ ГС 86 ] [ НЛ 80 ]   |
| 87    | Васи́льев Владимир Андреевич                                                                                | 29.06.1945            | пехота       | командир роты 342-го стрелкового полка 136-й стрелковой дивизии 70-й армии 2-го Белорусского фронта | лейтенант                              | 1925 — 28.03.1945                            | [ БС 24 ] [ ГС 87 ] [ НЛ 81 ]   |
| 88    | Васи́льев Владимир Васильевич чув. Васильев Владимир Васильевич                                             | 27.06.1945            | кавалерия    | командир пулемётного расчёта 1-го гвардейского кавалерийского полка 1-й гвардейской кавалерийской дивизии 1-го гвардейского кавалерийского корпуса 1-го Украинского фронта                                                   | гвардии старший сержант                | 07.07.1911 — 24.01.1945                      | [ БС 25 ] [ ГС 88 ] [ НЛ 82 ]   |
| 89    | Васи́льев Григорий Дмитриевич                                                                               | 22.02.1944            | авиация      | командир звена 1-го гвардейского минно-торпедного авиационного полка 8-й минно-торпедной авиационной дивизии ВВС Балтийского флота                                                                                           | гвардии капитан                        | 11.10.1911 — 20.11.1978                      | [ БС 26 ] [ ГС 89 ] [ НЛ 83 ]   |
| 90    | Васи́льев Григорий Семёнович чув. Васильев Григорий Семёнович                                               | 28.04.1943            | пехота       | командир 605-го стрелкового полка 232-й стрелковой дивизии 60-й армии Воронежского фронта | подполковник                           | 22.09.1897 — 28.01.1943                      | [ БС 26 ] [ ГС 90 ] [ НЛ 84 ]   |
| 91    | Васи́льев Дмитрий Павлович                                                                                  | 25.08.1944            | кавалерия    | командир эскадрона 50-го гвардейского кавалерийского полка 13-й гвардейской кавалерийской дивизии 6-го гвардейского кавалерийского корпуса 13-й армии 1-го Украинского фронта                                                | гвардии капитан                        | 26.10.1904 — 31.01.1944                      | [ БС 26 ] [ ГС 91 ] [ НЛ 85 ]   |
| 92    | Васи́льев Иван Васильевич                                                                                   | 29.06.1945            | генерал      | член военного совета 1-й гвардейской армии 4-го Украинского фронта | гвардии генерал-майор                  | 02.01.1899 — 07.08.1944                      | [ БС 26 ] [ ГС 92 ] [ НЛ 86 ]   |
| 93    | Васи́льев Иван Васильевич                                                                                   | 22.08.1944            | артиллерия   | командир 713-го самоходного артиллерийского полка 29-го стрелкового корпуса 48-й армии 1-го Белорусского фронта | подполковник                           | 10.11.1906 — 05.07.1962                      | [ БС 26 ] [ ГС 93 ] [ НЛ 87 ]   |
| 94    | Васи́льев Иван Васильевич                                                                                   | 21.03.1940            | пехота       | стрелок 158-го мотострелкового батальона 13-й легкотанковой бригады 7-й армии Северо-Западного фронта | красноармеец                           | 07.10.1911 — 03.07.1988                      | [ БС 26 ] [ ГС 94 ] [ НЛ 88 ]   |
| 95    | Васи́льев Иван Дмитриевич                                                                                   | 03.11.1943            | генерал      | командир 19-го танкового корпуса 4-го Украинского фронта | генерал-лейтенант танковых войск       | 15.10.1897 — 24.02.1964                      | [ БС 26 ] [ ГС 95 ] [ НЛ 89 ]   |
| 96    | Васи́льев Иван Николаевич                                                                                   | 22.02.1944            | пехота       | стрелок 184-го гвардейского стрелкового полка 62-й гвардейской стрелковой дивизии 37-й армии Степного фронта | гвардии красноармеец                   | 24.09.1923 — 01.07.2000                      | [ БС 27 ] [ ГС 96 ] [ НЛ 90 ]   |
| 97    | Васи́льев Иван Петрович                                                                                     | 17.10.1943            | инженер      | понтонёр 9-го отдельного моторизированного понтонно-мостового батальона 60-й армии Центрального фронта | сержант                                | 02.08.1921 — 22.08.2010                      | [ БС 28 ] [ ГС 97 ] [ НЛ 91 ]   |
| 98    | Васи́льев Илларион Романович                                                                                | 21.07.1942            | пехота       | стрелок 1075-го стрелкового полка 316-й стрелковой дивизии 16-й армии Западного фронта | красноармеец                           | 05.11.1910 — 06.10.1969                      | [ БС 28 ] [ ГС 98 ] [ НЛ 92 ]   |
| 99    | Васи́льев Леонид Иокинфович                                                                                 | 24.03.1945            | артиллерия   | командир батареи СУ-85 1289-го самоходного артиллерийского полка 7-го механизированного корпуса 2-го Украинского фронта | капитан                                | 11.08.1919 — 09.10.2002                      | [ БС 28 ] [ ГС 99 ] [ НЛ 93 ]   |
| 100   | Васи́льев Михаил Иванович                                                                                   | 24.03.1945            | танкист      | командир танковой роты 46-го танкового полка 9-й механизированной бригады 5-го механизированного корпуса 6-й танковой армии 2-го Украинского фронта                                                                          | старший лейтенант                      | 1916 — 24.08.1944                            | [ БС 28 ] [ ГС 100 ] [ НЛ 94 ]  |
| 101   | Васи́льев Михаил Николаевич                                                                                 | 16.10.1943            | артиллерия   | командир батареи 108-го отдельного истребительно-противотанкового дивизиона 8-й стрелковой дивизии 13-й армии Центрального фронта                                                                                            | капитан                                | 31.10.1914 — 25.08.1979                      | [ БС 28 ] [ ГС 101 ] [ НЛ 95 ]  |
| 102   | Васи́льев Михаил Павлович                                                                                   | 29.06.1945            | авиация      | командир звена 75-го гвардейского штурмового авиационного полка 1-й гвардейской штурмовой авиационной дивизии 1-й воздушной армии 3-го Белорусского фронта                                                                   | гвардии лейтенант                      | 11.11.1922 — 08.01.1976                      | [ БС 28 ] [ ГС 102 ] [ НЛ 96 ]  |
| 103   | Васи́льев Михаил Павлович                                                                                   | 31.05.1945            | артиллерия   | командир орудия 148-го гвардейского артиллерийско-миномётного полка 16-й гвардейской кавалерийской дивизии 7-го гвардейского кавалерийского корпуса 1-го Белорусского фронта                                                 | гвардии старшина                       | 02.10.1922 — 23.03.1998                      | [ БС 28 ] [ ГС 103 ] [ НЛ 97 ]  |
| 104   | Васи́льев Михаил Яковлевич                                                                                  | 14.06.1942            | авиация      | командир эскадрильи 4-го гвардейского истребительного авиационного полка 61-й истребительной авиационной бригады ВВС Балтийского флота                                                                                       | гвардии старший лейтенант              | 29.10.1918 — 04.05.1943                      | [ БС 29 ] [ ГС 104 ] [ НЛ 98 ]  |
| 105   | Васи́льев Никандр Васильевич                                                                                | 16.05.1944            | пехота       | командир огневого взвода батареи 45-мм пушек 696-го стрелкового полка 383-й стрелковой дивизии Отдельной Приморской армии | старший сержант                        | 05.10.1919 — 22.03.1995                      | [ БС 29 ] [ ГС 105 ] [ НЛ 99 ]  |
| 106   | Васи́льев Николай Алексеевич                                                                                | 26.10.1943            | генерал      | командир 24-го гвардейского стрелкового корпуса 7-й гвардейской армии Степного фронта | гвардии генерал-майор                  | 27.07.1900 — 27.10.1971                      | [ БС 29 ] [ ГС 106 ] [ НЛ 100 ] |
| 107   | Васи́льев Николай Григорьевич                                                                               | 02.04.1944            | партизан     | активный участник партизанской борьбы в Ленинградской области, командир 2-й особой партизанской бригады | —                                      | 27.06.1908 — 25.03.1943                      | [ БС 29 ] [ ГС 107 ] [ НЛ 101 ] |
| 108   | Васи́льев Николай Константинович                                                                            | 15.05.1946            | авиация      | командир эскадрильи 594-го штурмового авиационного полка 332-й штурмовой авиационной дивизии 4-й воздушной армии 2-го Белорусского фронта                                                                                    | капитан                                | 22.02.1912 — 22.03.1995                      | [ БС 29 ] [ ГС 108 ] [ НЛ 102 ] |
| 109   | Васи́льев Николай Николаевич                                                                                | 15.01.1944            | пехота       | наводчик противотанкового ружья 107-го стрелкового полка 55-й стрелковой дивизии 61-й армии Центрального фронта | младший сержант                        | 04.06.1923 — 17.01.1944                      | [ БС 29 ] [ ГС 109 ] [ НЛ 103 ] |
| 110   | Васи́льев Николай Фёдорович                                                                                 | 25.09.1944            | пехота       | наводчик орудия батареи 45-мм пушек 528-го стрелкового полка 130-й стрелковой дивизии 28-й армии 1-го Белорусского фронта | младший сержант                        | 1924 — декабрь 1944 (пропал без вести)       | [ БС 29 ] [ ГС 110 ] [ НЛ 104 ] |
| 111   | Васи́льев Павел Ефимович чув. Васильев Павел Ефимович                                                       | 08.09.1945            | комиссар     | заместитель по политической части командира 132-го отдельного моторизованного штурмового инженерно-сапёрного батальона 21-й моторизованной инженерно-сапёрной бригады 15-й армии 2-го Дальневосточного фронта                | капитан                                | 14.01.1909 — 29.07.1978                      | [ БС 30 ] [ ГС 111 ] [ НЛ 105 ] |
| 112   | Васи́льев Павел Осипович                                                                                    | 21.07.1944            | артиллерия   | начальник разведки дивизиона 3-й тяжёлой гаубичной артиллерийской бригады 18-й артиллерийской дивизии 3-го артиллерийского корпуса прорыва РГК в составе 21-й армии Ленинградского фронта                                    | старший лейтенант                      | 14.06.1910 — 10.06.1952                      | [ БС 31 ] [ ГС 112 ] [ НЛ 106 ] |
| 113   | Васи́льев Павел Фёдорович                                                                                   | 08.09.1945            | артиллерия   | командующий артиллерией 17-й гвардейской стрелковой дивизии 39-й армии Забайкальского фронта | гвардии полковник                      | 06.11.1906 — 15.08.1945                      | [ БС 31 ] [ ГС 113 ] [ НЛ 107 ] |
| 114   | Васи́льев Сергей Николаевич                                                                                 | 21.07.1942            | комиссар     | политрук роты 154-й морской стрелковой бригады Калининского фронта | мичман                                 | 10.10.1909 — 23.02.1942                      | [ БС 31 ] [ ГС 114 ] [ НЛ 108 ] |
| 115   | Васи́льев Сергей Павлович                                                                                   | 28.04.1945            | артиллерия   | командир орудия истребительно-противотанкового артиллерийского полка резерва 3-го Украинского фронта | сержант                                | 1916 — март 1944                             | [ БС 31 ] [ ГС 115 ] [ НЛ 109 ] |
| 116   | Васи́льев Тимофей Петрович                                                                                  | 24.03.1945            | пехота       | командир отделения 311-го стрелкового полка 65-й стрелковой дивизии 14-й армии Карельского фронта | младший сержант                        | 20.03.1918 — 08.06.2004                      | [ БС 31 ] [ ГС 116 ] [ НЛ 110 ] |
| 117   | Васи́льев Фёдор Андреевич                                                                                   | 29.10.1943            | пехота       | командир взвода 1318-го стрелкового полка 163-й стрелковой дивизии 38-й армии Воронежского фронта | младший лейтенант                      | 07.02.1919 — 22.09.1944                      | [ БС 31 ] [ ГС 117 ] [ НЛ 111 ] |
| 118   | Васи́льев Фёдор Васильевич                                                                                  | 16.10.1943            | пехота       | пулемётчик 1085-го стрелкового полка 322-й стрелковой дивизии 13-й армии Центрального фронта | красноармеец                           | 1924 — 30.08.1943                            | [ БС 31 ] [ ГС 118 ] [ НЛ 112 ] |
| 119   | Васи́льев Феофан Ильич                                                                                      | 03.06.1944            | инженер      | командир отделения 91-го отдельного инженерного батальона 47-й армии Воронежского фронта | старший сержант                        | 22.03.1917 — 14.02.2000                      | [ БС 32 ] [ ГС 119 ] [ НЛ 113 ] |
| 120   | Васи́льев-Кы́тин Борис Сергеевич                                                                             | 13.09.1944            | пехота       | командир взвода 105-го гвардейского стрелкового полка 34-й гвардейской стрелковой дивизии 46-й армии 3-го Украинского фронта                                                                                                 | гвардии лейтенант                      | 04.08.1923 — 06.05.1987                      | [ БС 33 ] [ ГС 120 ] [ НЛ 114 ] |
| 121   | Василько́в Иван Васильевич                                                                                  | 31.05.1945            | артиллерия   | командующий артиллерией 79-го стрелкового корпуса 3-й ударной армии 1-го Белорусского фронта | полковник                              | 09.09.1904 — 03.08.1965                      | [ БС 34 ] [ ГС 121 ] [ НЛ 115 ] |
| 122   | Васи́льченко Александр Григорьевич укр. Васильченко Олександр Григорович                                    | 01.05.1957            | авиация      | лётчик-испытатель Казанского авиазавода | полковник                              | 23.11.1911 — 08.11.1960                      | ——                              |

| Навигационная таблица | Навигационная таблица                   |
| --------------------- | --------------------------------------- |
| «В»                   | Вавилин Алексей — Васильченко Александр |
| «В»                   | Васильченко Алексей — Виноградов Андрей |
| «В»                   | Виноградов Вячеслав — Волков Николай    |
| «В»                   | Волков Павел — Вяткин Зосим             |